# Мачор на усијаном лименом крову
Мачор на усијаном лименом крову је југословенски кратки телевизијски филм из 1982. године. Режирао га је Александар Ђорђевић, а сценарио је написао Зоран Ђорђевић. Филм је по жанру комедија, а премијерно приказан 31. децембра 1982. године на Радио-телевизији Београд.

## Кратак садржај
Главни јунак филма је Паја Шушуровић (Никола Симић), који у свом стану за дочек Нове године очекује женско друштво. Услед неспоразума, уместо жене, на његовим вратима се појављује мушкарац. Како се радња одвија, сазнајемо све више о замршеном животу Паје Шушуровића, као и о његовим чудним навикама, склоностима, али и томе на шта је све спреман да би заташкао истину о себи.

## Улоге
| Глумац             | Улога                  |
| ------------------ | ---------------------- |
| Никола Симић       | Павле "Паја" Шушуревић |
| Предраг Манојловић | Петар Остојић-Аџија    |
| Рада Ђуричин       | Пајина бивша жена      |
| Предраг Лаковић    | Лазар Комадина         |